# 雷哈姆巴尔
雷哈姆巴尔（Rehambal），是印度查谟-克什米尔邦Udhampur县的一个城镇。总人口6990（2001年）。

## 人口
该地2001年总人口6990人，其中男性3636人，女性3354人；0—6岁人口888人，其中男483人，女405人；识字率67.41%，其中男性为69.58%，女性为65.06%。